# راي لورانس (كاتب)
راي لورانس (بالإنجليزية: Ray Lawrence)‏ هو منتج أفلام وكاتب سيناريو وكاتب ومخرج ومخرج بريطاني وأسترالي، ولد في 1948 في إنجلترا في المملكة المتحدة.

## وصلات خارجية
- راي لورانس على موقع IMDb (الإنجليزية)
- راي لورانس على موقع ألو سيني (الفرنسية)
- راي لورانس على موقع أول موفي (الإنجليزية)
- راي لورانس على موقع قاعدة بيانات الأفلام السويدية (السويدية)
- راي لورانس على موقع قاعدة بيانات الفيلم (الإنجليزية)
- راي لورانس على موقع كينوبويسك (الروسية)